# 워크 온 워터
워크 온 워터(Walk On Water)는 스웨덴에서 제작된 에이탄 폭스 감독의 2004년 영화이다. 라이어 애쉬케나지 등이 주연으로 출연하였다.

## 출연

### 주연
- 라이어 애쉬케나지
- 크누트 베르거

### 조연
- 캐롤라인느 피터스
- 한스 지쉴러

## 제작진
- 미술: 아비 파히마
- 의상: 로나 도론
- 의상: 피터 폴
- 배역: 야엘 아비브